# 上之宮町
上之宮町（うえのみやちょう）は、大阪府大阪市天王寺区にある町名。丁番を持たない単独町名である。近年、真法院町と同程度の地価になっている。

## 地理
天王寺区の中央部に位置し、東に北山町、西に上本町、南に小宮町、北に石ケ辻町と接している。

## 世帯数と人口
2019年（平成31年）3月31日現在の世帯数と人口は以下の通りである。
| 町丁     | 世帯数  | 人口  |
| -------- | ------- | ----- |
| 上之宮町 | 372世帯 | 823人 |

### 人口の変遷
国勢調査による人口の推移。
| 1995年（平成7年）  | 926人 | [ 5 ] |  |
| 2000年（平成12年） | 811人 | [ 6 ] |  |
| 2005年（平成17年） | 769人 | [ 7 ] |  |
| 2010年（平成22年） | 680人 | [ 8 ] |  |
| 2015年（平成27年） | 732人 | [ 9 ] |  |

### 世帯数の変遷
国勢調査による世帯数の推移。
| 1995年（平成7年）  | 495世帯 | [ 5 ] |  |
| 2000年（平成12年） | 446世帯 | [ 6 ] |  |
| 2005年（平成17年） | 449世帯 | [ 7 ] |  |
| 2010年（平成22年） | 384世帯 | [ 8 ] |  |
| 2015年（平成27年） | 338世帯 | [ 9 ] |  |

## 事業所
2016年（平成28年）現在の経済センサス調査による事業所数と従業員数は以下の通りである。
| 町丁     | 事業所数 | 従業員数 |
| -------- | -------- | -------- |
| 上之宮町 | 30事業所 | 502人    |

## 施設
- 上宮高等学校
- 大阪市立五条幼稚園
- 大阪市立天王寺図書館
- ドン・キホーテ 上本町店

## その他

### 日本郵便
- 〒543-0037[3]（集配局：天王寺郵便局[11]）